# Prochnyanthes mexicana
Prochnyanthes mexicana là một loài thực vật có hoa trong họ Măng tây. Loài này được (Zucc.) Rose miêu tả khoa học đầu tiên năm 1903.